# Hloušekita
La hloušekita és un mineral de la classe dels fosfats que pertany al grup de la lindackerita. Rep el nom en honor del Dr. Jan Hloušek (10 de març de 1950 Karlovy Vary - 27 d'abril de 2014), col·leccionista, geòleg, mineralogista i expert en l'àrea mineral de Jáchymov i els seus minerals. Va escriure el llibre enciclopèdic de dos volums Jachymov-Joachimsthal.

## Característiques
La hloušekita és un arsenat de fórmula química (Ni,Co)Cu₄(AsO₄)₂(AsO₃OH)₂(H₂O)₇·H₂O. Va ser aprovada com a espècie vàlida per l'Associació Mineralògica Internacional l'any 2013, sent publicada per primera vegada el 2014. Cristal·litza en el sistema triclínic. La seva duresa a l'escala de Mohs es troba entre 2 i 3.
L'exemplar que va servir per a determinar l'espècie, el que es coneix com a material tipus, es troba conservat a les col·leccions del departament de mineralogia i petrologia del Museu Nacional de Praga, a la República Txeca, amb el número de catàleg: p1p 3/2013.

## Formació i jaciments
Va ser descoberta a la República Txeca, concretament al filó Geister de la mina Rovnost, a Jáchymov (Districte de Karlovy Vary, Regió de Karlovy Vary), on es troba a la superfície de fragments de minerals fortament alterats amb tennantita i calcopirita dominants. També ha estat descrita a la mina Clara, a la localitat d'Oberwolfach (Baden-Württemberg, Alemanya), i a la mina «Iris 18» d'Escornalbou, a Riudecanyes (Baix Camp, Tarragona). Aquests tres indrets són els únics de tot el planeta on ha estat descrita aquesta espècie mineral.